# David Bravo
David Bravo Bueno (Sevilla, 20 de febrero de 1978) es un abogado especializado en derecho informático, especialmente en propiedad intelectual, y exdiputado electo de Podemos tras lograr un escaño por la provincia de Almería en las elecciones legislativas del 20 de diciembre de 2015 (y renunciar a presentarse de nuevo en las siguientes elecciones generales por razones personales). Es conocido por activismo en defensa del acceso libre a la cultura y conocimiento por Internet y por promover el derecho a la copia privada, al copyleft  y las redes de pares (P2P), entre otras herramientas.

## Trayectoria
En marzo de 2005 publica una carta al presidente del Gobierno de España, José Luis Rodríguez Zapatero, en relación con la ley sobre propiedad intelectual, a favor de compartir el conocimiento y no restringir aún más, en su opinión, los derechos de autor. En junio del mismo año presentó Copia este libro, una crítica contra la propiedad intelectual.
En octubre de 2006 comenzó a colaborar en el programa Noche sin Tregua de Paramount Comedy.
En el año 2010 se situó como uno de los principales opositores a la conocida como «Ley Sinde», junto con otros como Javier de la Cueva, una oposición que cristalizó en la campaña No Les Votes, parte del movimiento 15-M surgido en España en mayo de 2011. En 2011, su cliente Pablo Soto, uno de los pioneros en España de la creación de programas P2P, fue absuelto de todos los cargos en la demanda impuesta por la industria discográfica, representada por Promusicae, Warner, Universal, EMI y Sony, en lo que se denominó el «caso Soto». A propósito de la sentencia David Bravo declaró a ElMundo.es que:

«La sentencia marca un antes y un después en cuestiones relativas a los conflictos que existen entre la propiedad intelectual y las nuevas tecnologías» porque «una sentencia estimatoria de la demanda habría supuesto un freno importante a la seguridad jurídica de los desarrolladores de software».

También en 2011, fue elegido el personaje más relevante de Internet por los lectores de ElEconomista.es, descrito por la publicación como «un auténtico ídolo en la Red por su lucha contra todos aquellos que criminalizan Internet».
En enero de 2012 apareció en el ranking de los 500 más poderosos elaborado por El Mundo, en la categoría de los 25 personajes más influyentes de Internet y en 2013 figuró en la lista de los 10 abogados más influyentes en las redes sociales que confecciona la publicación Expansión.
En 2015 se unió a la candidatura de Podemos para las elecciones del 20 de diciembre, consiguiendo un escaño por la provincia de Almería. Podemos fue la cuarta fuerza más votada en esta circunscripción, consiguiendo un escaño, el de David Bravo. En 2017 dimitió de su cargo de consejero de Podemos en Sevilla.

### Querella de Dalas Review contra Wismichu
En 2021 representó al youtuber Wismichu como su abogado defensor en una querella por el delito de injurias y calumnias. La querella fue interpuesta por el también youtuber Dalas Review. El querellante pedía 15.000 euros de multa y 9 meses de prisión. La sentencia absolvió a Wismichu.